# Chacra Ochagavía

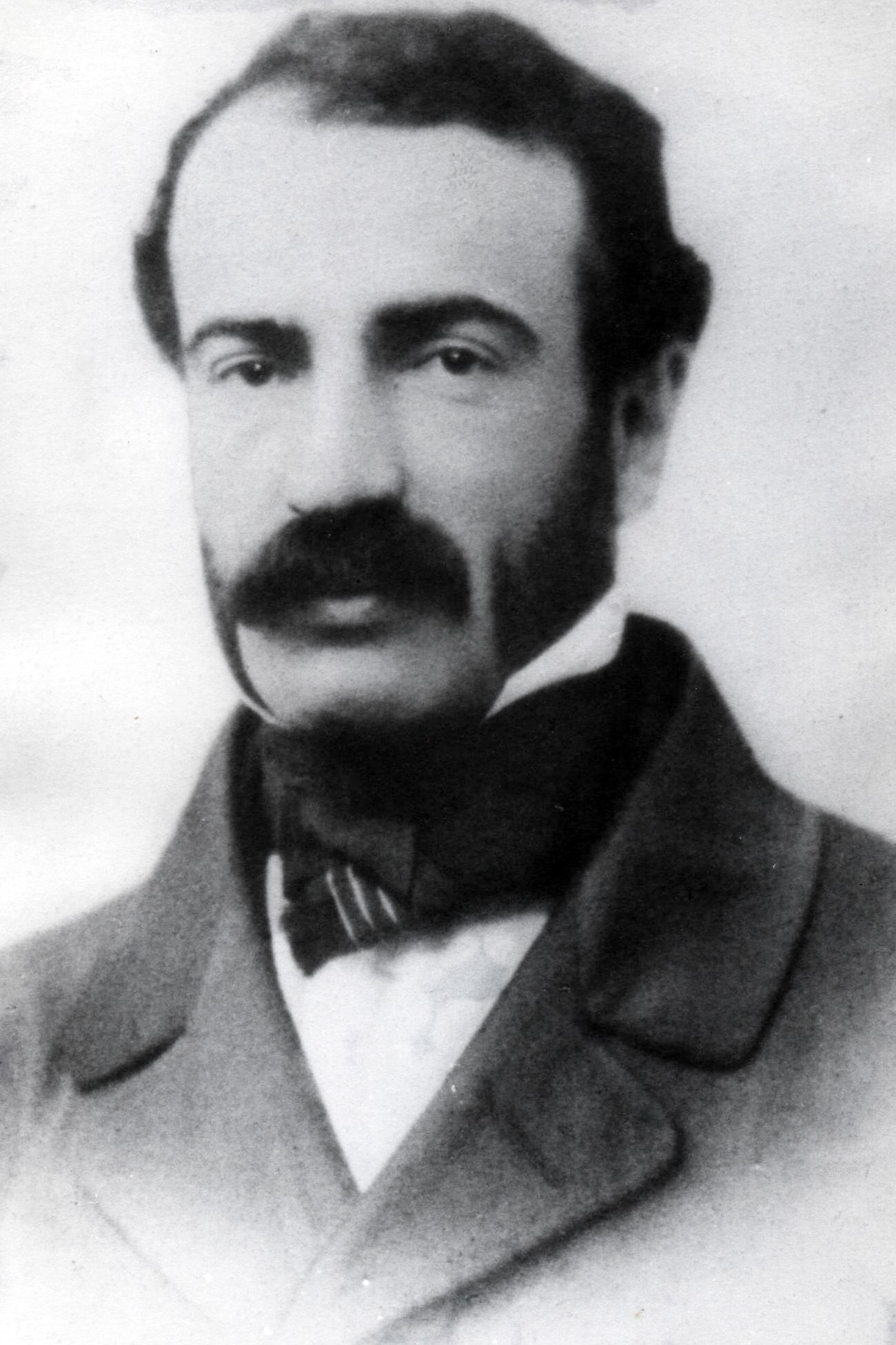
Silvestre Ochagavía.

Chacra Ochagavía fue una hacienda en Chile, en cuyo espacio actualmente se emplaza la comuna de Pedro Aguirre Cerda, en Santiago de Chile. El área abarcada por la Chacra Ochagavía debió su nombre a la familia Ochagavía, quien ocupó el espacio con una viña, la que también tomó como nombre del apellido de la familia. Esta perteneció a Silvestre Ochagavía Errázuriz diputado, senador y ministro de justicia de mediados del siglo XIX. Fundó la Viña Ochagavía en 1851, la primera viña chilena. El terreno tuvo una calle interior, cual hoy corresponde a la actual Avenida José Joaquín Prieto Vial, vía de acceso a la Autopista Central, que llevó el nombre de avenida Ochagavía, hasta 1976.

## Lugares de interés

### Núcleo Ochagavía

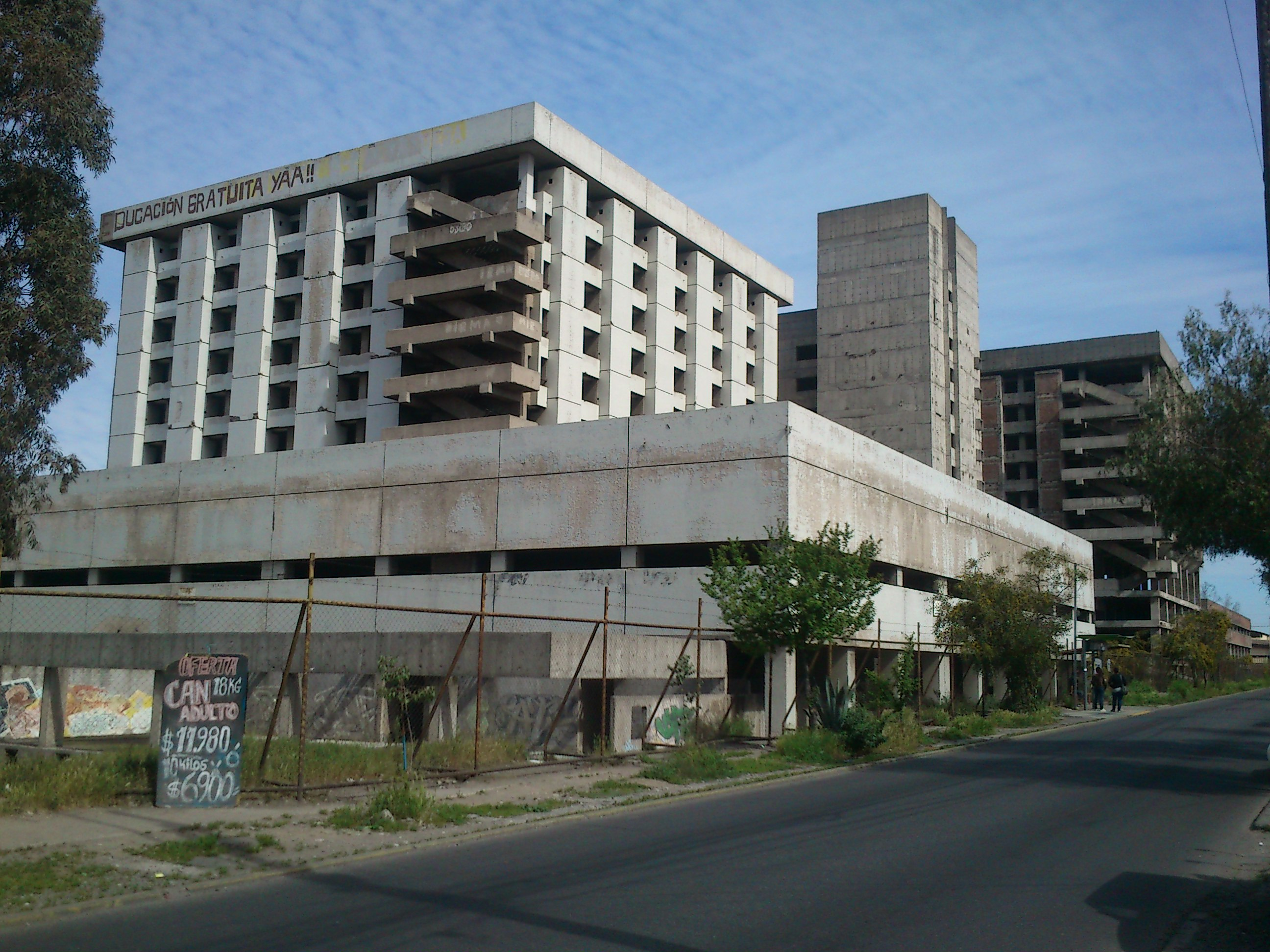
Núcleo Ochagavía

En el área se emplaza el actual edificio Núcleo Ochagavía, el que originalmente iba a ser destinado a la construcción de un hospital que se llamaría «Hospital del Empleado» y que prometía ser el hospital público más grande y moderno de Sudamérica, con 84 000 m² construidos. Sin embargo, la construcción se paralizó con el Golpe de Estado de 1973, pero que tras 40 años, en 2013, el gobierno de Sebastián Piñera anunció la reactivación de las faenas para concluir el gran edificio y convertirlo en un centro cívico con oficinas y servicios para la comunidad denominado «Núcleo Ochagavía».

### Monumento Histórico Casa patronal Ex Casa Ochagavía

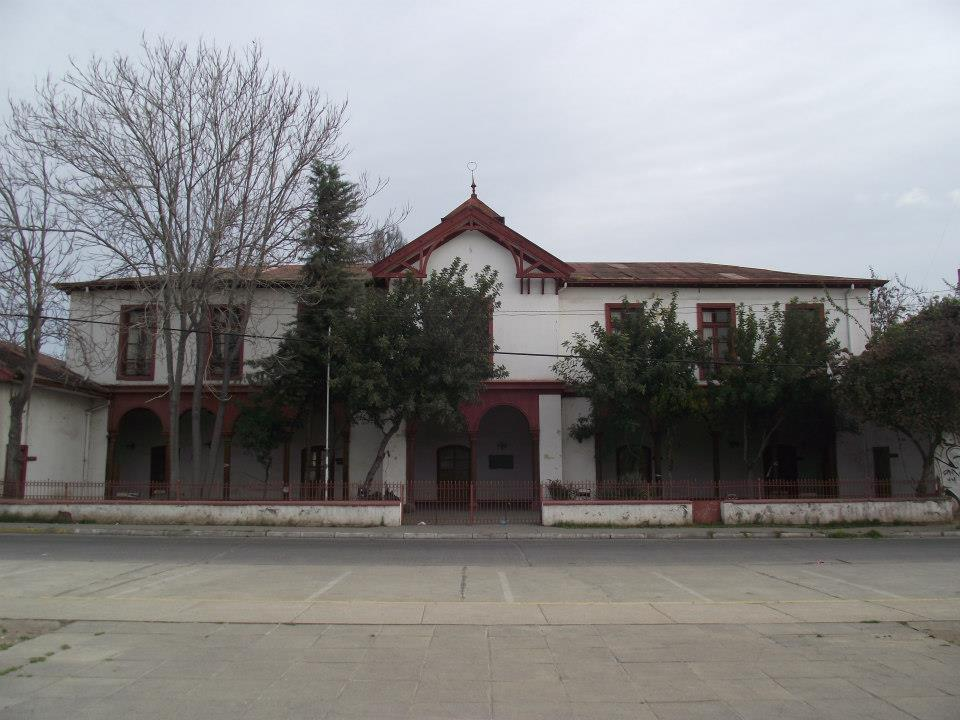
Casona Ochagavía

La Casona Ochagavía, fue construida a inicios del XIX por orden de Silvestre Ochagavía. En ella se habrían alojado el General San Martín y en sus alrededores las huestes del Ejército Libertador, en una fecha cercana a la Batalla de Maipú. Con posterioridad el terreno se fraccionó entre los herederos, hasta que en 1957 la propiedad fue adquirida por la Municipalidad de San Miguel y traspasada en 1993 a la Municipalidad de Pedro Aguirre Cerda. El 12 de junio de 1995 fue declarada Monumento Histórico.